# Padvindstersvereniging van de Nederlandse Antillen
Padvindstersvereniging van de Nederlandse Antillen (PNA, in italiano Associazione Ragazze Guide delle Antille Olandesi) è l'organizzazione nazionale del Guidismo nelle Antille Olandesi. Questa conta 461 membri (nel 2003). Fondata nel 1930, l'organizzazione diventa membro effettivo del World Association of Girl Guides and Girl Scouts (WAGGGS) nel 1978. Il motto e Sea Prepara in Papiamento e Weest Paraat in Olandese.

## Programma
L'associazione è divisa in quattro branche in rapporto all'età:
- Elvita - dai 4 ai 7 anni
- Kabouter - dagli 8 ai 10
- Guia Menor - dagli 11 ai 14
- Guia Mayor - dai 15 ai 18